# Elena Tsagrinou
Elena Tsagrinou (grekiska: Έλενα Τσαγκρινού), född 16 november 1994 i Aten, är en grekisk sångerska, skådespelerska och tidigare medlem i bandet OtherView. Hon representerade Cypern i Eurovision Song Contest 2021 i Rotterdam med låten "El Diablo".